# Maurycy Pius Rudzki
Maurycy Pius Rudzki, né le 28 décembre 1862 à Uhryńkowce (en) et mort le 22 juillet 1916 à Cracovie, est un géophysicien et astronome polonais, connu pour ses recherches pionnières en anisotropie sismique (en), ainsi que pour avoir été le premier titulaire de la première chaire universitaire de géophysique au monde.

## Biographie
Fils d'un propriétaire terrien, Maurycy Pius Rudzki fit ses études d’abord à Lwów, puis à Vienne. Il soutint sa thèse de doctorat en 1886 et travailla ensuite aux universités de Kharkov et d'Odessa. En 1895 il fut appelé à occuper la chaire de géophysique mathématique et de météorologie qui venait d’être créée à l’université Jagellonne de Cracovie. En 1899 il fut élu membre de l’Académie polonaise des arts et sciences de Cracovie. À partir de 1902 il assura la direction de l’observatoire astronomique de Cracovie (pl), où il organisa aussi une station sismologique.

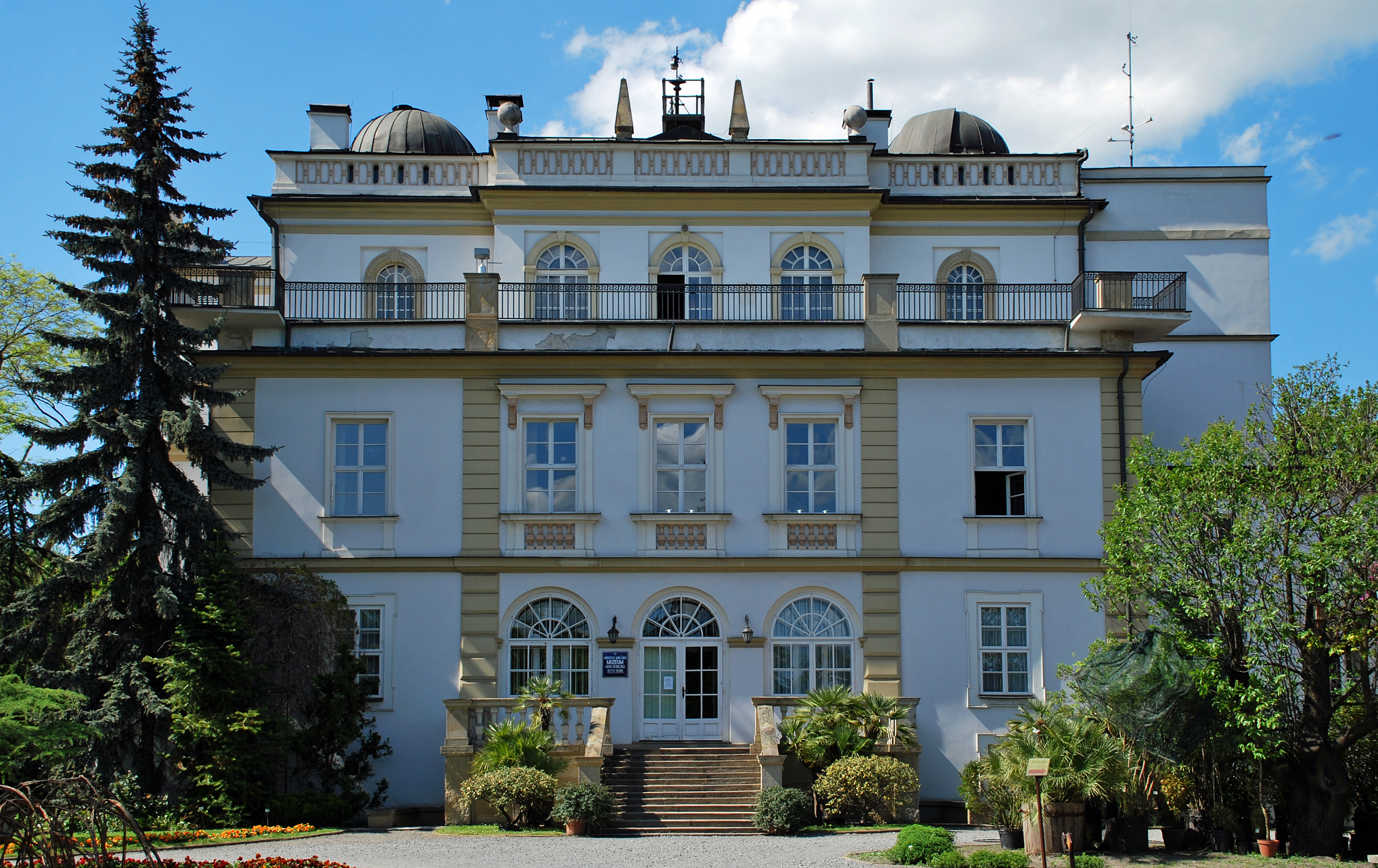
Ancien Observatoire astronomique de l’université Jagellonne

Son tombeau se trouve au cimetière de Rakowice. En 1936 il fut nommé commandeur de l’ordre Polonia Restituta à titre posthume.

## Publications

### Manuels
- Fizyka Ziemi (1909)[8]
  - Édition allemande: Physik der Erde (1911)[9]
- Astronomia teoretyczna (1914)[10],[11]

### Articles scientifiques
- Ueber ein der optischen Dispersion analoges Phaenomen (1898)[12]
- Sur la nature des vibrations sismiques (1900)[13]
- Sur la détermination de la figure de la Terre d’après les mesures de la gravité (1905)[14]/